# Ruta 29 (Bolivia)
La Ruta Nacional 29, conocida como ruta Palos Blancos - Campo Pajoso,  es una carretera de Bolivia perteneciente a la Red Vial Fundamental. La Ruta 29 ha sido declarada parte de la red vial nacional boliviana "Red Vial Fundamental" por Ley 2915 del 18 de noviembre de 2004.

## Historia
La vía tiene una longitud de 83 kilómetros y recorre de norte a sur la parte central del departamento de Tarija. El camino comienza en el corregimiento de Palos Blancos por la Ruta 11, que conduce desde la cabecera departamental de Tarija hasta Villamontes sobre el río Pilcomayo. La Ruta 29 corre al oeste de la cadena andina de la Serranía Aguaragüe y sigue en la parte norte primero aguas arriba del curso del valle del Río Palos Blancos, luego aguas abajo del Río Saladillo. En Caraparí continúa y toma  dirección este, cruzando la Serranía Aguaraüe y llegando a las tierras bajas del Gran Chaco en Campo Pajoso. Aquí se encuentra con la Ruta 9, que va desde Yacuiba en la frontera argentina a través de la de Santa Cruz hasta el norte de Bolivia hasta Guayaramerín en la frontera con Brasil .
La Ruta 29  está pavimentada en casi toda su longitud, hasta 2018  al norte de Acheral todavía existían unos 15 kilómetros de camino de ripio.

## Ciudades

### Departamento de Tarija
- km 000: Palos Blancos
- km 033: Acheral
- km 060: Caraparí
- km 083: Campo Pajoso